# Baureihenschema der Deutschen Reichsbahn
Das Baureihenschema der Deutschen Reichsbahn wurde nach der Zusammenfassung der Länderbahnen zur Deutschen Reichsbahn (DR) 1920 entwickelt, um die etwa vierhundert von den Länderbahnen übernommenen verschiedenen Dampflokomotiv-Bauarten sowie Neubaufahrzeuge einzuordnen. Dieser Prozess, der bei der Reichsbahn maßgeblich von Gustav Hammer, dem Präsidenten des Reichsbahn-Zentralamts, gestaltet wurde, zog sich bis 1926 hin. Erst dann stand der endgültige Umzeichnungsplan fest.
Für Elektro- und Verbrennungslokomotiven sowie die Triebwagen wurden entsprechende Schemata erst in den 30er Jahren entwickelt, als der Bestand an diesen Traktionsarten immer größer wurde und die bisherigen Schemata nicht mehr ausreichten.
Dieses Baureihen- oder Nummernschema wurde mehrfach angepasst. Es wurde fortgeführt von der Deutschen Bundesbahn bis 1968 und bei der Deutschen Reichsbahn bis 1970. Danach wurden bei beiden Bahnen computerlesbare Fahrzeugnummern eingeführt. Die neuen Baureihenschemata der DB und der DR basieren aber beide auf dem Baureihenschema der Reichsbahn. Neben den Baureihennummern wurde ein System von Betriebsgattungszeichen entwickelt, das die für den Betrieb wichtigsten Angaben enthielt.

## Dampflokomotiven
Das Grundschema besteht aus einer Stammnummer und einer Ordnungsnummer. Die Stammnummer war zweistellig, die Ordnungsnummer war mindestens dreistellig, höchstens vierstellig.
Die Baureihenbezeichnung einer Lokomotive erhält man, indem man die beiden letzten Ziffern der Ordnungsnummer weglässt (bei Stammnummer 99, den Schmalspurloks, nur die letzte Ziffer) und erforderlichenfalls die Hunderterblöcke (bei Stammnummer 99 die Zehnerblöcke) zusammenfasst (bei zwei Blöcken mit Komma, sonst mit Bindestrich).

Beispiel: 03 123 ergibt Baureihe 031, durch Zusammenfassung ergibt sich 030-2.

Bei ab 1925 beschafften Einheitslokomotiven entfiel der Index für die Baureihe mit Ordnungsnummern ab 001, so dass die Lokomotive 03 123 zur Baureihe 03 gehört. Bei der Dreizylindervariante 0310 muss der Index angegeben werden.
Die durch die DR beschafften neukonstruierten Fahrzeuge bekamen jeweils eine eigene Stammnummer zugewiesen. Die bei der Gründung der DR von den Länderbahnen übernommenen Lokomotiven wurden nach Achsfolge und Verwendungszweck zu Stammnummern zusammengefasst, wobei jeder Bauart ein eigener Bereich der Ordnungsnummern und somit eine eigene Baureihennummer zugewiesen wurde.
Es wurde ein Schema mit 99 Stammnummern festgelegt, das sich in Gruppen gliederte:
- 01–19: Schnellzug-Lokomotiven
- 20–39: Personenzug-Lokomotiven
- 40–59: Güterzug-Lokomotiven
- 60–79: Personenzug-Tenderlokomotiven
- 80–96: Güterzug-Tenderlokomotiven
- 97: Zahnradbahn-Lokomotiven
- 98: Lokalbahn-Lokomotiven (auch als Kleinbahnlokomotiven bezeichnet)
- 99: Schmalspur-Lokomotiven

Jeweils die ersten Stammnummern der ersten fünf oben aufgeführten Bereiche waren den neu zu beschaffenden Einheitslokomotiven vorbehalten, die hinteren Nummern wurden an übernommene Länderbahnlokomotiven vergeben. Dort wurde angestrebt, Lokomotiven gleicher Achsfolge unter einer Stammnummer zusammenzufassen. So erhielten zum Beispiel alle Schnellzuglokomotiven der Länderbahnen mit der Achsfolge 2’C die Stammnummer 17, mit der Achsfolge 2’C1’ die Stammnummer 18. Alle Güterzuglokomotiven der Länderbahnen mit der Achsfolge 1’D bekamen die Stammnummer 56 zugeteilt. Die Gliederung in Baureihen unter einer Stammnummer geschah durch die Vergabe von jeweils aufeinanderfolgenden Ordnungsnummern, wobei die letzten beiden Ziffern der Ordnungsnummer dann wiederum das Einzelfahrzeug bezeichneten, während die Ziffer (oder beiden Ziffern) davor die Unterbaureihe bezeichneten.
Lokomotiven, die kurz vor der Ausmusterung standen, erhielten Ordnungsnummern ab 7001. Gab es mehrere Baureihen unter einer Stammnummer, wurden diese kenntlich gemacht durch Angabe der ersten Ziffern der Ordnungsnummer als Exponent. Der einfachen Schreibweise wegen wurde später vielfach der Exponent durch einen Punkt abgetrennt und im gleichen Schriftgrad wie die Baureihennummer ergänzt. Die Baureihennummer war unabhängig vom verwendeten Schlepptender, der keine eigene Fahrzeugnummer erhielt, sondern an der Rückseite die Fahrzeugnummer der Lok trug. Die Deutsche Bundesbahn und die Deutsche Reichsbahn reihten später neugebaute Fahrzeuge in das Baureihenschema ein. Viele umgebaute Fahrzeuge wurden außerdem neueingeordnet.

## Elektrische Lokomotiven
Die Umzeichnung der elektrischen Lokomotiven erfolgte in den Jahren 1926/1927. Für sie wurde ebenfalls das bei den Dampflokomotiven verwendete Schema mit Stammnummer (Baureihe) und Ordnungsnummern benutzt. Die Abgrenzung erfolgte durch das Anbringen des Buchstaben „E“ an erster Stelle. Die Lokomotiven wurden entsprechend ihrer Höchstgeschwindigkeit, Anzahl der Treibachsen bzw. der Laufachsen geordnet.
- E 00–29: über 90 km/h
  - E 00: zwei Treibachsen
  - E 01–09: drei Treibachsen
  - E 10–29: vier Treibachsen
    - E 10–19: zwei Laufachsen
    - E 20–29: mehr als zwei Laufachsen
- E 30–59: über 65 bis 90 km/h
  - E 30–39: drei Treibachsen
  - E 40–59: vier Treibachsen
    - E 40–49: zwei Laufachsen
    - E 50–59: mehr als zwei Laufachsen
- E 60–99: unter 65 km/h
  - E 60–69: drei Treibachsen
  - E 70–89: vier Treibachsen
    - E 70–79: zwei Laufachsen
    - E 80–89: mehr als zwei Laufachsen

  - E 90–99: sechs und mehr Treibachsen

Bei Übereinstimmung von Kennzeichen und Konstruktion erhielten Lokomotiven mit Stangenantrieb kleinere Stammnummern als Lokomotiven mit Einzelachsantrieb.
Aufgrund des technischen Fortschrittes wurde das System später nochmals erweitert und angepasst. Damit ergab sich folgendes Schema:
- E 01–99: Wechselstromlokomotiven (16,7 Hz)
- E 101–199: Gleichstromlokomotiven
- E 201–299: Wechselstromlokomotiven (50 Hz)
- E 301–399: Zweifrequenzlokomotiven
- E 401–499: Viersystemlokomotiven
- .01–.19: Höchstgeschwindigkeit über 120 km/h
- .20–.59: Höchstgeschwindigkeit zwischen 90 und 120 km/h
- .60–.99: Höchstgeschwindigkeit unter 90 km/h

## Lokomotiven mit Verbrennungsmotoren
Die Umzeichnung der Lokomotiven mit Verbrennungsmotoren erfolgte 1930/1931. Bis dahin bediente sich die DR eines Provisoriums.
Analog zum vorangestellten E für Elektrolokomotiven erfolgte die Kennzeichnung der Lokomotiven mit dem Kennbuchstaben „V“ (für Verbrennungslokomotive). Dann folgte eine vierstellige Betriebsnummer, wobei die ersten beiden Ziffern für die Baureihe und die letzten beiden für die Ordnungsnummer standen.
- ab V 01..: Schnellzuglokomotiven
- ab V 30..: Personenzuglokomotiven
- ab V 60..: Lokomotiven für den Verschiebe- und Güterzugdienst

Die Lokomotiven wurden unmittelbar nacheinander durchnummeriert, ohne auf unterschiedliche Bauarten Rücksicht zu nehmen.
Ab 1931 wurde ein wesentlich besseres System eingeführt. Dieses unterschied zwischen größeren Lokomotiven mit mehr als 150 PS und den sogenannten Kleinlokomotiven.
Der Kennbuchstabe „V“ wurde beibehalten. Es wurden zwei- oder dreistellige Baureihennummern und dreistellige Ordnungsnummern gebildet.
Die Baureihennummer leitete sich dabei von der Lokomotivleistung ab. Die Nummer entsprach etwa einem Zehntel der Leistung in PS.
Bei den Ordnungsnummern war der Ziffernbereich 001–899 für Normalspurlokomotiven vorgesehen und der Bereich 901–999 für Schmalspurlokomotiven.

### Kleinlokomotiven
Die Bezeichnung Kleinlokomotive wurde von der Deutschen Reichsbahn 1931 für Triebfahrzeuge eingeführt, die im Rangierdienst von Bahnhöfen und Betriebswerken eingesetzt wurden. Gefordert war jedoch auch eine Zulassung für Streckenfahrten, um beispielsweise Güterwagen an Anschlussstellen außerhalb von Bahnhöfen zustellen zu können. Unterhalb dieses Anforderungsprofils gab es Fahrzeuge, die, als Rangierschlepper bezeichnet, ausschließlich in Bahnhöfen und Betriebswerken arbeiteten. Als Grenze galt eine Motorleistung von unter 150 PS und einer Höchstgeschwindigkeit von maximal 30 km/h.
Für die Kennzeichnung von Kleinlokomotiven wurde der Stammbuchstabe „K“ als Bauartbezeichnung eingeführt.
Der Stammbuchstabe wurde um ein bis zwei Kennbuchstaben für technische Details ergänzt:
- b = Antrieb durch Vergasermotor (Benzol)
- d = Antrieb durch Dampfmaschine
- ö = Antrieb durch Dieselmotor (Öl)
- s = Antrieb durch Akkumulator-Speicher 
dieser Kennbuchstabe wurde 1960, nur bei der Deutschen Bundesbahn, in „a“ geändert
- e = elektrische Kraftübertragung (per Generator)
- f = hydraulische Kraftübertragung (Flüssigkeitsgetriebe)

Außerdem wurde für die Vergabe der Betriebsnummer eine Unterteilung nach Leistungsgruppen vorgenommen:
- Leistungsgruppe I = Motorleistung unter 40 PS (Betriebsnummern 0001–3999)
- Leistungsgruppe II = Motorleistung über 40 PS (Betriebsnummern 4000–9999)

## Triebwagen
Die Triebwagen wurden durch die DRG in freie Nummernräume der Reisezugwagen eingeordnet. Eine besondere Kennzeichnung durch Buchstaben erfolgte nicht. Als Nummernräume standen zur Verfügung: 1–10 199 und ab 133 000.

### Dampftriebwagen
Für Dampftriebwagen wurde der Nummernbereich 1–200 vorgesehen. Die Betriebsnummern wurde nur noch durch den Namen der Heimatdirektion ergänzt.
Zweiachsige Triebwagen erhielten Nummern ab 1, vierachsige ab 51.
Eine Kennzeichnung mit den Buchstaben „DT“ wurde nie offiziell verwendet.

### Elektrische Triebwagen
Elektrische Triebwagen der Rbd Altona, Breslau und München erhielten ab 1924 zunächst die Nummernbereiche ab 501 für Triebwagen und ab 5001 für Beiwagen. Dazu kam noch die Bezeichnung der Heimatdirektion. Da jede Reichsbahndirektion mit 501 zu nummerieren anfing, ergab es sich, dass mehrere Fahrzeuge dieselbe Nummer trugen und nur anhand der Direktionsbezeichnung zu unterscheiden waren. Spätere Neubeschaffungen weiterer Reichshsbahndirektionen wurden ebenfalls in dieses System eingeordnet.
Die Fahrzeuge der S-Bahn Berlin wurden in die Nummernbereiche ab 2051 für Triebwagen und 5051 für Beiwagen eingeordnet.
1930 erfolgte durch die DRG eine Umnummerierung der Fahrzeuge, die dazu führte, dass jede der vierstelligen Betriebsnummern nur noch einmal vorhanden war. Oberleitungstriebwagen wurden in den Nummernbereich 1000–1999 eingeordnet. Die dazugehörigen Beiwagen erhielten den Nummernbereich ab 2001. Die Triebfahrzeuge der Berliner S-Bahn wurden ab 3001 einsortiert, die Steuerwagen erhielten die Nummern ab 5001 und die Beiwagen ab 6001.
1940 wurden durch das RZA München neue Bezeichnungen verfügt. Das Bezeichnungssystem bestand aus der Kombination von Kennbuchstabe, zwei- oder dreistelliger Stammnummer (Baureihe) und zweistelliger Ordnungsnummer.
Kennbuchstaben:
- ET: Elektrotriebwagen
- ES: Steuerwagen
- EB: Beiwagen
- EM: Mittelwagen in mehrteiligen Elektrotriebzügen

Stammnummern:
- ET 01–99: Fahrzeuge für Einphasenwechselstrom mit 16,7 Hz oder 25 Hz
- ET 101–199: Fahrzeuge für Gleichstrom
- ET 201–299: Fahrzeuge für sonstige Stromsysteme

Entsprechend der Verwendung der Triebwagen wurden diese Nummernräume nochmals unterteilt:
- 01–09: Fernschnelltriebwagen
- 10–39: Schnelltriebwagen
- 40–59: Eiltriebwagen
- 60–79: Nahverkehrstriebwagen
- 80–89: Triebwagen
- 90–99: Sondertriebwagen

### Akkumulatortriebwagen
Die DRG ordnete die Akkumulatortriebwagen ab 1924 in den Nummernbereich 201–700 ein. Wie bei den Triebwagen für Fahrleitungsbetrieb begann jede Direktion, ihre Fahrzeuge ab 201 durchzunummerieren. Aufgrund der Nachteiligkeit dieses Systems (mehrere Fahrzeuge trugen dieselbe Nummer und waren nur anhand der Heimatdirektion zu unterscheiden) führte die DRG das von der Preußischen Staatseisenbahn seit 1910 benutzte System wieder ein.
Alle Fahrzeuge wurden mit 201 beginnend durchnummeriert. Mittelwagen erhielten eine 0 vorangestellt. Die Bezeichnung „AT“ wurde nur inoffiziell verwendet.
Durch das RZA München waren 1940 neue Vorschriften für die Bezeichnung von Akkumulatortriebwagen erlassen worden. Eine Umnummerierung fand jedoch erst 1948 bei der Deutschen Bundesbahn statt. Das System sah die Einführung eines den Elektrotriebwagen analogen Systems mit Kennbuchstaben + Stammnummer und Ordnungsnummer vor.
Kennbuchstaben:
- ETA: Triebwagen
- EBA: Beiwagen
- ESA: Steuerwagen

Da diese Triebwagen als Gleichstromfahrzeuge angesehen wurden, erhielten sie den Stammnummernbereich 100–199 und wurden wie folgt einsortiert:
- 140–159: Eiltriebwagen
- 160–179: Nahverkehrstriebwagen
- 180–189: sonstige Triebwagen

### Verbrennungstriebwagen
Die Triebwagen mit Verbrennungsmotoren wurden ab 1924 in die Nummernbereiche 701–899 eingeordnet. Auch bei den Verbrennungstriebwagen wurde die Betriebsnummer um die Angabe der Heimatdirektion ergänzt.
Zur Unterscheidung der einzelnen Bauformen wurde folgende Systematik eingeführt:
- 701–750: zweiachsige Triebwagen mit Vergasermotor
- 751–799: vierachsige Triebwagen mit Vergasermotor
- 801–850: zweiachsige Triebwagen mit Dieselmotor
- 851–899: vier- und mehrachsige Triebwagen mit Dieselmotor

Bei der Übernahme der Triebwagen der BBÖ musste auch der Zahlenraum ab 900 belegt werden. Für Gütertriebwagen wurde der Bereich ab 10 001 genutzt.
Aufgrund der verstärkten Beschaffung neuer Triebwagen reichten die Nummernbereiche nicht mehr aus. Deshalb wurden ab 1932 für die neubeschafften Fahrzeuge in Leichtbauweise („Leichttriebwagen“) der Nummernbereich ab 133 000 genutzt. 
Die Einordnung der Fahrzeuge erfolgte nach folgendem Schema:
- 133 000–133 999: zweiachsige Triebwagen mit Vergasermotor
- 134 000–134 999: vierachsige Triebwagen mit Vergasermotor
- 135 000–136 999: zweiachsige Triebwagen mit Dieselmotor
- 137 000–138 999: vier- und mehrachsige Triebwagen mit Dieselmotor
- 140 000–143 999: zweiachsige Beiwagen
- 144 000–144 999: vierachsige Beiwagen
- 145 000–146 999: zweiachsige Steuerwagen
- 147 000–149 999: vierachsige Steuerwagen

Die Einordnung der Fahrzeuge erfolgte in der Reihenfolge ihrer Anlieferung, so dass Fahrzeuge gleicher Bauart keinen zusammenhängenden Nummernbereich abdecken.
Die Bezeichnungen „VT“ und „SVT“ wurden nie offiziell benutzt.
Ein den Elektrotriebwagen vergleichbares Kennzeichnungssystem wurde durch die Deutsche Bundesbahn erst ab 1948 eingeführt.